# Franco De Pedrina
Franco De Pedrina, italijanski veslač, * 27. januar 1941.
De Pedrina je za Italijo nastopil na Poletnih olimpijskih igrah 1964. S četvercem s krmarjem je osvojil srebrno medaljo.